# قناة قورنثوس

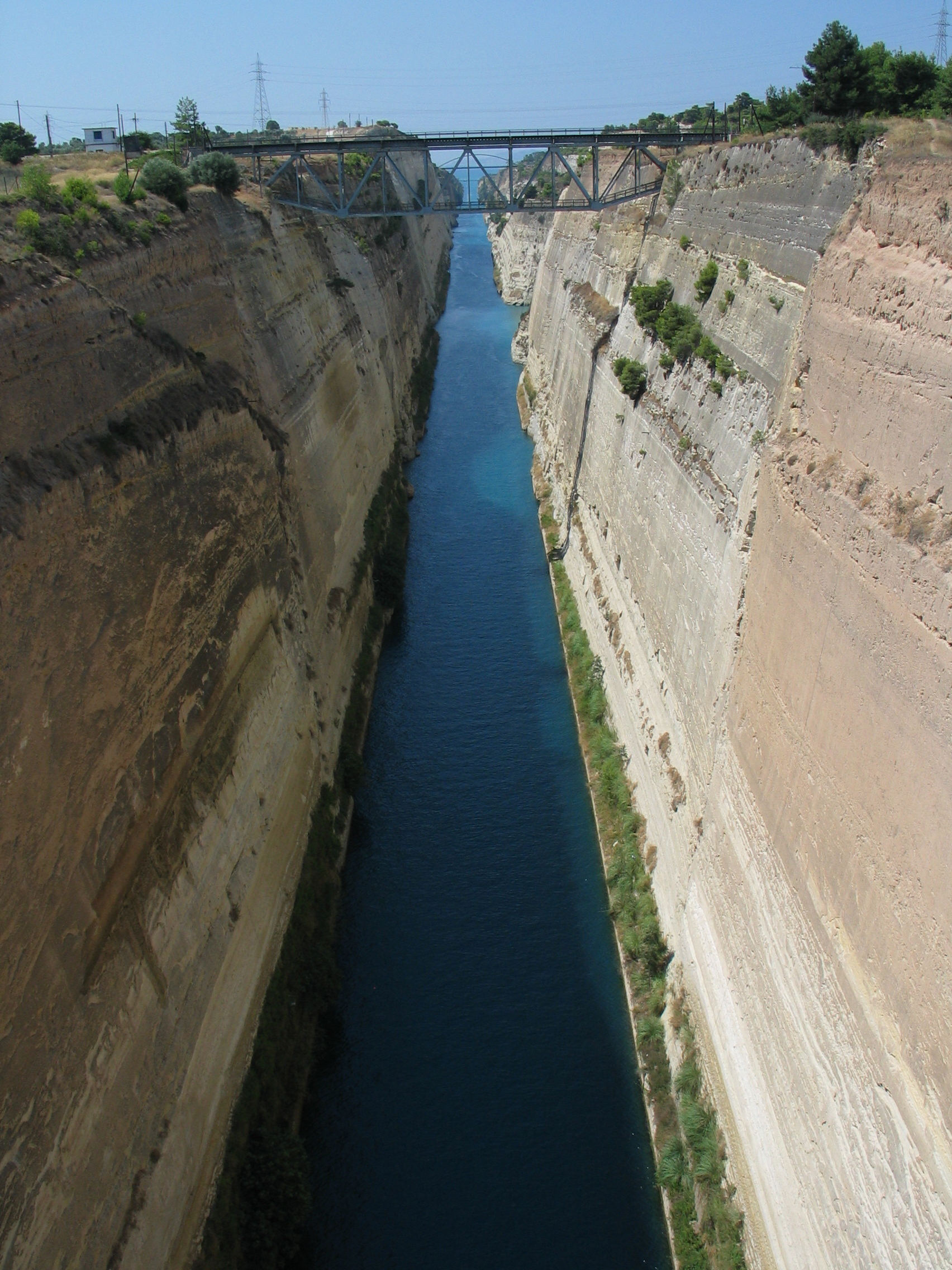
قناة قورنثوس

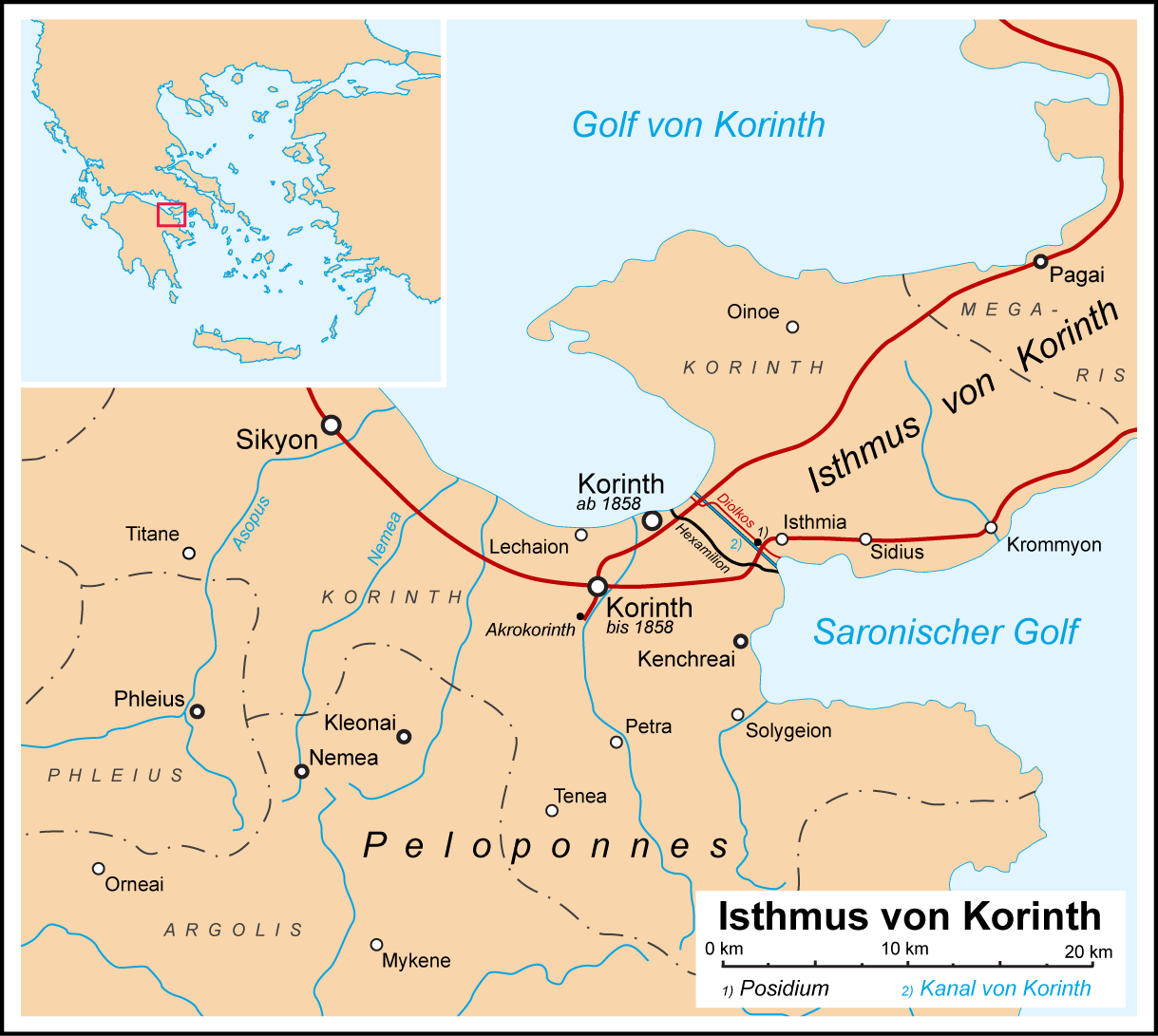
برزخ قورنثوس واصلا بين بيلوبونيز جنوبا واليونان شمالا، وتظهر القناة باللون الأزرق

قناة قورنثوس أو قناة كورنث (باليونانية: Διώρυγα της Κορίνθου)‏ هي قناة تربط خليج قورنثوس [الإنجليزية] بالخليج الساروني (Saronic Gulf) في بحر إيجة. تمر القناة عبر برزخ كورنث فاصلة بيلوبونيز عن بقية اليونان.
يبلغ طول القناة 6.4 كيلومترا، وعرضها 21.3 مترا فقط، مما يجعل من الصعب مرور معظم السفن الحديثة من خلالها. القناة الآن ليس لها أهمية اقتصادية كبيرة.
طرحت فكرة إنشاء القناة في العصور القديمة وبذلت جهود فاشلة لبنائه في القرن الأول الميلادي. بدأ إنشاء القناة فعلا عام 1881، وانتهت في عام 1893.
ونظرا لضيق القناة، والمشاكل الملاحية والإغلاق الدوري لإصلاح الانهيارات الصخرية من جدرانها، فشلت القناة في تحقيق حركة المرور المنشودة. تستعمل القناة الآن بشكل رئيسي لحركة السياحة.